# Nadbare
Nadbare är en ort i Bosnien och Hercegovina.   Den ligger i entiteten Federationen Bosnien och Hercegovina, i den centrala delen av landet, 30 km väster om huvudstaden Sarajevo. Nadbare ligger 535 meter över havet och antalet invånare är 358.
Terrängen runt Nadbare är huvudsakligen kuperad, men åt sydväst är den bergig. Nadbare ligger nere i en dal. Närmaste större samhälle är Fojnica, 4,3 km väster om Nadbare.
Omgivningarna runt Nadbare är en mosaik av jordbruksmark och naturlig växtlighet. Runt Nadbare är det ganska tätbefolkat, med 93 invånare per kvadratkilometer.